# Sérgio Manoel Barbosa Santos
Sérgio Manoel Barbosa Santos, noto anche con lo pseudonimo di Sérgio Manoel (Xique-Xique, 8 settembre 1989 – La Unión, 28 novembre 2016), è stato un calciatore brasiliano, di ruolo centrocampista.

## Carriera
Ha giocato in Série A con Coritiba e Chapecoense.
È deceduto, insieme a gran parte della squadra, altri passeggeri e componenti dell'equipaggio, in seguito ad un incidente aereo avvenuto il 28 novembre in Colombia, mentre si stava recando con la squadra a Medellín per disputare la finale della Coppa Sudamericana.

## Palmarès

### Club

#### Competizioni statali
- Campionato Paranaense: 1

Coritiba: 2012

#### Competizioni internazionali
- Coppa Sudamericana: 1

Chapecoense: 2016 (postumo)